# Oldřich Hajlich
Oldřich Hajlich (* 19. dubna 1992 Hořice) je český herec.

## Život
Studoval na gymnáziu. V divadle hraje od roku 2000, účinkoval ve Stavovském divadle a v Národním divadle. V televizi debutoval v roce 2002 ve snímku Karla Kachyni Kožené slunce, na filmovém plátně se poprvé objevil o pět let později ve filmech Pusinky a Václav.
Od roku 2003 se věnuje také dabingu. Jeho hlas zazněl například ve filmech Kruh (Aidan Keller) nebo Top Gun: Maverick, kde daboval hlavní postavu Hangmana. Spolupracuje také s řadou velkých společností, pro které dabuje reklamy, např. Hyundai nebo McDonald's. Dále namluvil například Jakea Siska v seriálu Star Trek: Stanice Deep Space Nine nebo Štěpána v pohádce Zdeňka Trošky Čertova nevěsta.
Od května 2021 je staničním hlasem všech Hitrádií.
Jeho bratr Roman je také hercem.

## Filmografie
- 2002 Kožené slunce (role: Jeník Rokos)
- 2003 Společník (dětská role: Martin)
- 2005 Kamenný klíč (role: Tomáš)
- 2007 Václav
- 2007 Pusinky (role: Vojta)
- 2007 O kominickém učni a dceři cukráře (role: cukrářský učeň Vojtin)
- 2008 Kriminálka Anděl (role: mrtvý v hotelu v 1. díle)
- 2009–2012 Vyprávěj (role: Roman Dvořák, 5 dílů)
- 2010 Cesty domů (1 díl)
- 2011 4teens (6 dílů, role: David)
- 2013 Gympl s (r)učením omezeným (4 díly)
- 2014 Bony a klid 2
- 2015 Laputa
- 2015 Všechny moje lásky (4 díly)
- 2016 Jak básníci čekají na zázrak
- 2016 Drazí sousedé (12 dílů)
- 2017 Doktorka Kellerová (1 díl)
- 2019 Policie Modrava (1 díl)
- 2022 Reklama na Vánoce
- 2023 Specialisté (1 díl)
- 2023 Oktopus (1 díl)